# Punelia
Punelia är en sjö i Finland. Den ligger i kommunen Loppis i landskapet Egentliga Tavastland, i den södra delen av landet, 70 km nordväst om huvudstaden Helsingfors. Punelia ligger 108,1 meter över havet. Den är 23,8 meter djup. Arean är 8,26 kvadratkilometer och strandlinjen är 40,47 kilometer lång. Sjön  ingår i Karisåns huvudavrinningsområde.   Den sträcker sig 5,9 kilometer i nord-sydlig riktning, och 2,9 kilometer i öst-västlig riktning.
I övrigt finns följande i Punelia:
- Selkäsaaret (en ö)
- Karhusaari (en ö)